# Gutspark Marienfelde

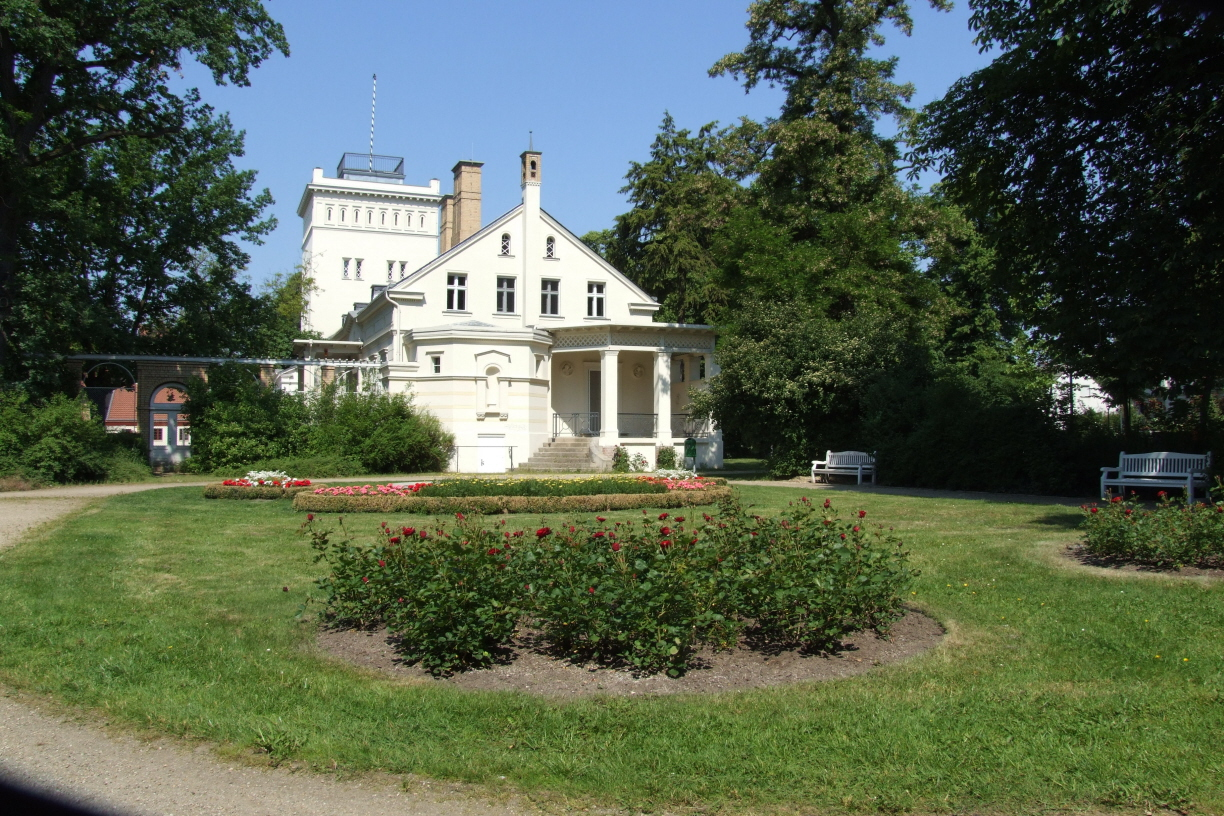
Der Schmuckgarten vor dem Gutshaus

Der Gutspark Marienfelde schließt sich unmittelbar an den Marienfelder Dorfanger und die Gebäude des ehemaligen Rittergutes an.

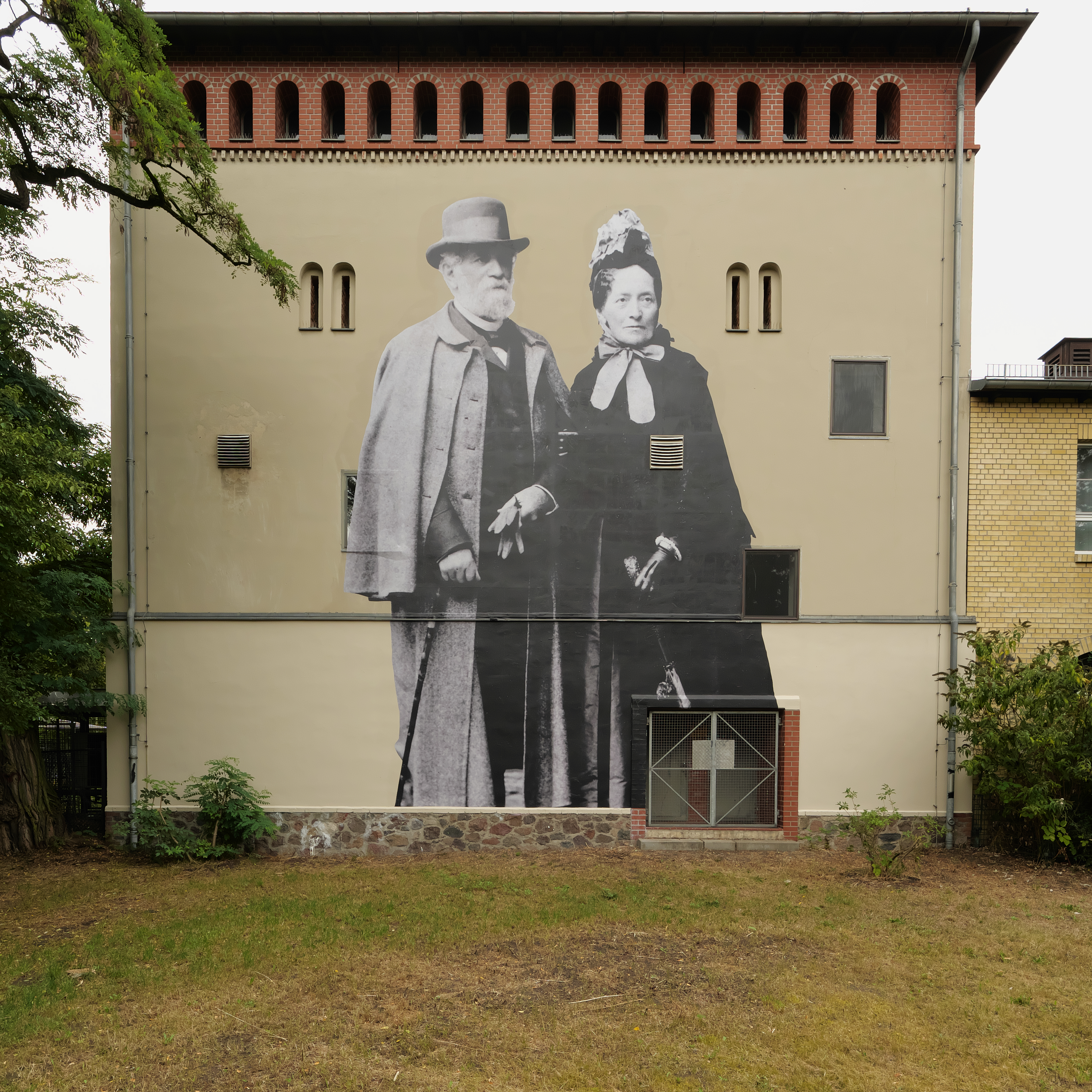
Adolf Kiepert mit seiner Frau Emilie auf einer Gebäudewand des Gutes im Rahmen des Projekts Paste Up History - Marienfelde Goes Street Art des Künstlerduos Maria Vill und David Mannstein im Jahr 2020

Der Gutspark wurde um 1850 von dem damaligen Gutsbesitzer Adolf Kiepert angelegt. Seit 1929 gehört das Gut der Stadt Berlin, die den Park seit 1936 als öffentliche Grünanlage den Bürgern zur Verfügung stellte. Direkt beim Gutshaus findet sich ein Schmuckgarten mit Brunnen, Blumenbeeten und Skulpturen.

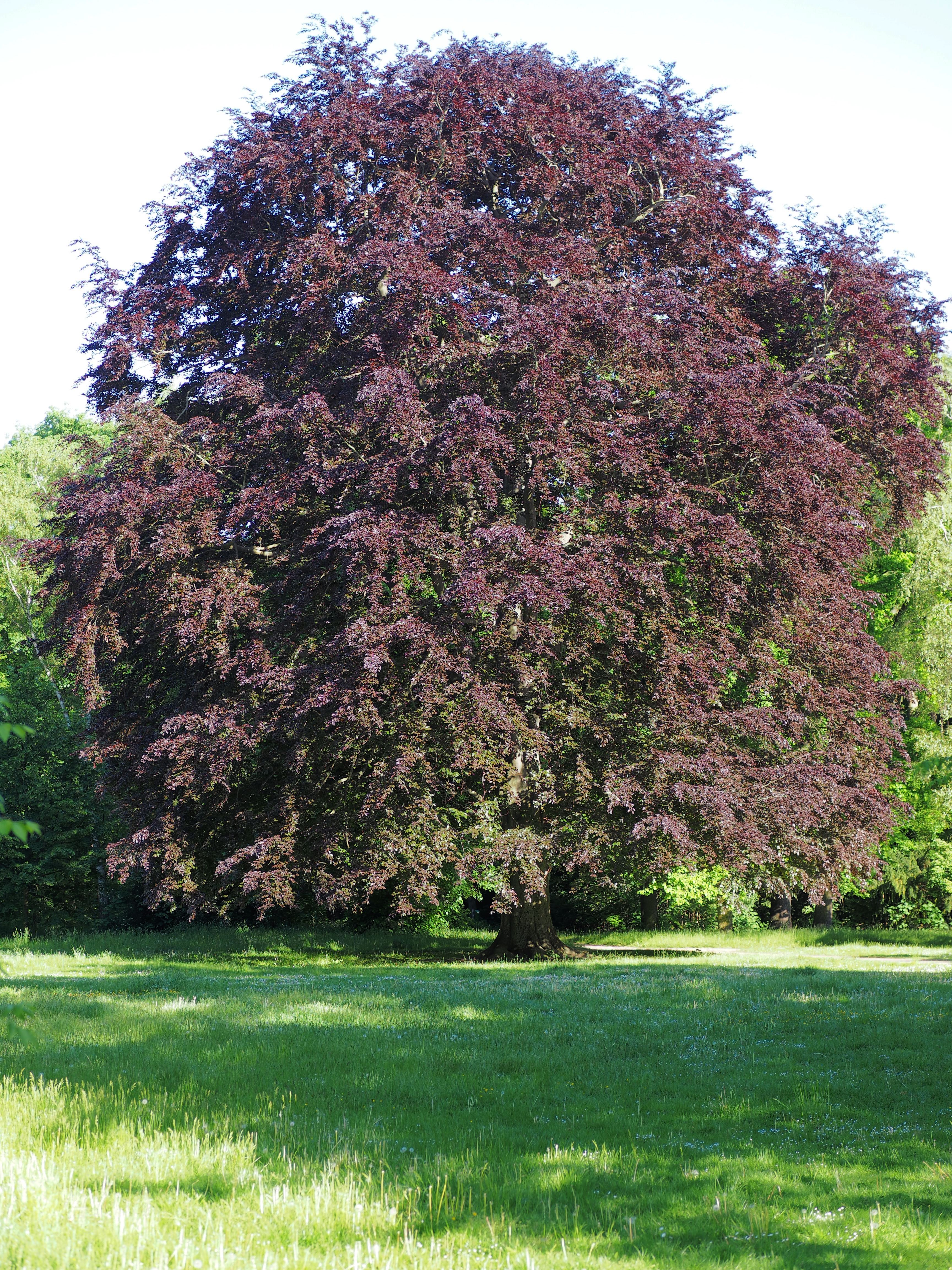
Blutbuche im zentralen Teil des Gutsparks

Der Park ist mit 5,3 Hektar relativ klein, dabei in Ost-West-Richtung sehr langgezogen. Im Süden wird er vom Nahmitzer Damm, im Norden von der Buckower Chaussee begrenzt. Im Nordosten finden sich Einrichtungen der Berliner Wasserbetriebe.
Am östlichen Ende besteht Anschluss zum Freizeitpark Marienfelde. Dieser Weg führt am künstlich angelegten Freseteich (Vorfluter) vorbei und am Königsgraben entlang. Dort liegt der eiszeitliche Roetepfuhl. Die Trasse des ehemals geplanten Güteraußenrings der Bahn wurde zu einem Wanderweg umgestaltet.
Der Königsgraben entwässert Marienfelde in Richtung Bäke (Telte) bzw. Teltowkanal. Ein offener Graben ist nur noch zwischen der Grenze und dem Freseteich vorhanden. Der restliche Weg ist in den Untergrund gelegt.